# Interbank
Il mercato Interbank o mercato interbancario di scambio valuta è il livello più alto di Foreign exchange market (mercato per lo scambio di valuta estera) in cui le banche possono negoziare direttamente l’una con l’altra oppure attraverso piattaforme di trading elettronico.
Electronic Broking Services (EBS) e Reuters 3000 Xtra sono le 2 piattaforme di trading principali che collegano insieme oltre 1000 banche. 
Le valute dei paesi più sviluppati hanno tassi di interesse variabili ed assumono un valore che varia in base al rapporto con le altre valute.
Il mercato interbank è un mercato all'ingrosso attraverso il quale vengono canalizzate la maggior parte delle transazioni valutarie tra le banche.
È formato principalmente da 3 parti:
- Lo spot market (mercato finanziario pubblico in cui gli strumenti e i beni finanziari sono scambiati per una consegna immediata)
- Il forward market (mercato over the counter)
- SWIFT (Society for World-Wide Interbank Financial Telecommunications)

Il mercato Interbank non è regolamentato ed è decentralizzato, ciò vuol dire che non esiste una sede fisica in cui avvengono le transazioni. Tuttavia, in alcuni paesi, le opzioni in valuta estera sono regolamentate e vengono scambiate.
La banca centrale in molti paesi pubblica i prezzi spot di chiusura su base giornaliera.